# Jaruške Gornje
Jaruške Gornje är ett samhälle i Bosnien och Hercegovina.   Det ligger i entiteten Federationen Bosnien och Hercegovina, i den centrala delen av landet, 70 km norr om huvudstaden Sarajevo. Jaruške Gornje ligger 430 meter över havet och antalet invånare är 491.
Terrängen runt Jaruške Gornje är huvudsakligen kuperad, men norrut är den platt. Närmaste större samhälle är Živinice, 18,0 km öster om Jaruške Gornje. 
I omgivningarna runt Jaruške Gornje växer i huvudsak lövfällande lövskog. Runt Jaruške Gornje är det ganska tätbefolkat, med 93 invånare per kvadratkilometer.